# Kalitinovo
Kalitinovo (bulgariska: Калитиново) är ett distrikt i Bulgarien.   Det ligger i kommunen Obsjtina Stara Zagora och regionen Stara Zagora, i den centrala delen av landet, 200 km öster om huvudstaden Sofia.
Trakten runt Kalitinovo består till största delen av jordbruksmark. Runt Kalitinovo är det ganska tätbefolkat, med 104 invånare per kvadratkilometer.